# 1828 au théâtre
| Années du théâtre : 1825 - 1826 - 1827 - 1828 - 1829 - 1830 - 1831    |
| Décennies du théâtre : 1790 - 1800 - 1810 - 1820 - 1830 - 1840 - 1850 |

## Événements
- 4 novembre : Inauguration du Grand Théâtre de Dijon.

## Pièces de théâtre représentées
- 30 janvier : La Reine de seize ans, comédie mêlée de couplets en 2 actes de Jean-François Bayard, au Théâtre de Madame, Paris.
- juin : Avant, pendant et après : esquisses historiques, drame d'Eugène Scribe qui se déroulent en 1787, 1793 et 1825[1].

## Naissances
- 26 janvier : Jules Alexandre Victor Dumont dit Jules Brasseur, comédien et chanteur français.
- 20 mars : Henrik Ibsen, dramaturge norvégien.
- 22 août : Léon Beauvallet, acteur, dramaturge et romancier français.

## Décès
- 25 janvier : Michel Pichat, dramaturge français, né le 18 août 1786.
- Date précise inconnue :
  - Juste Chanlatte, journaliste et dramaturge haïtien, né en 1766.